# Nycteris javanica
Nycteris javanica es una especie de murciélago de la familia Nycteridae.

## Distribución geográfica
Es Endémica de Indonesia, solo se puede encontrar en las islas de Java, Nusa Penida y Kangean.